# Dorobanțu (Tulcea)
Dorobanţu è un comune della Romania di 1 596 abitanti, ubicato nel distretto di Tulcea, nella regione storica della Dobrugia. 
Il comune è formato dall'unione di 4 villaggi: 	Cârjelari, Dorobanțu, Fântâna Oilor, Meșteru.